# Bogolubowo (przystanek kolejowy)
Bogolubowo (ros. Боголюбово) – przystanek kolejowy w miejscowości Bogolubowo, w rejonie suzdalskim, w obwodzie włodzimierskim, w Rosji. Położony jest na nowym szlaku Kolei Transsyberyjskiej.
W pobliżu znajduje się cerkiew Opieki Matki Bożej na Nerli, wpisana na listę Światowego Dziedzictwa UNESCO.

## Historia
Stacja kolejowa powstała w czasach carskich na linii Moskwa – Niżny Nowogród, pomiędzy stacjami Włodzimierz i Wtorowo. Przebudowana do przystanku w latach 10. XXI w.

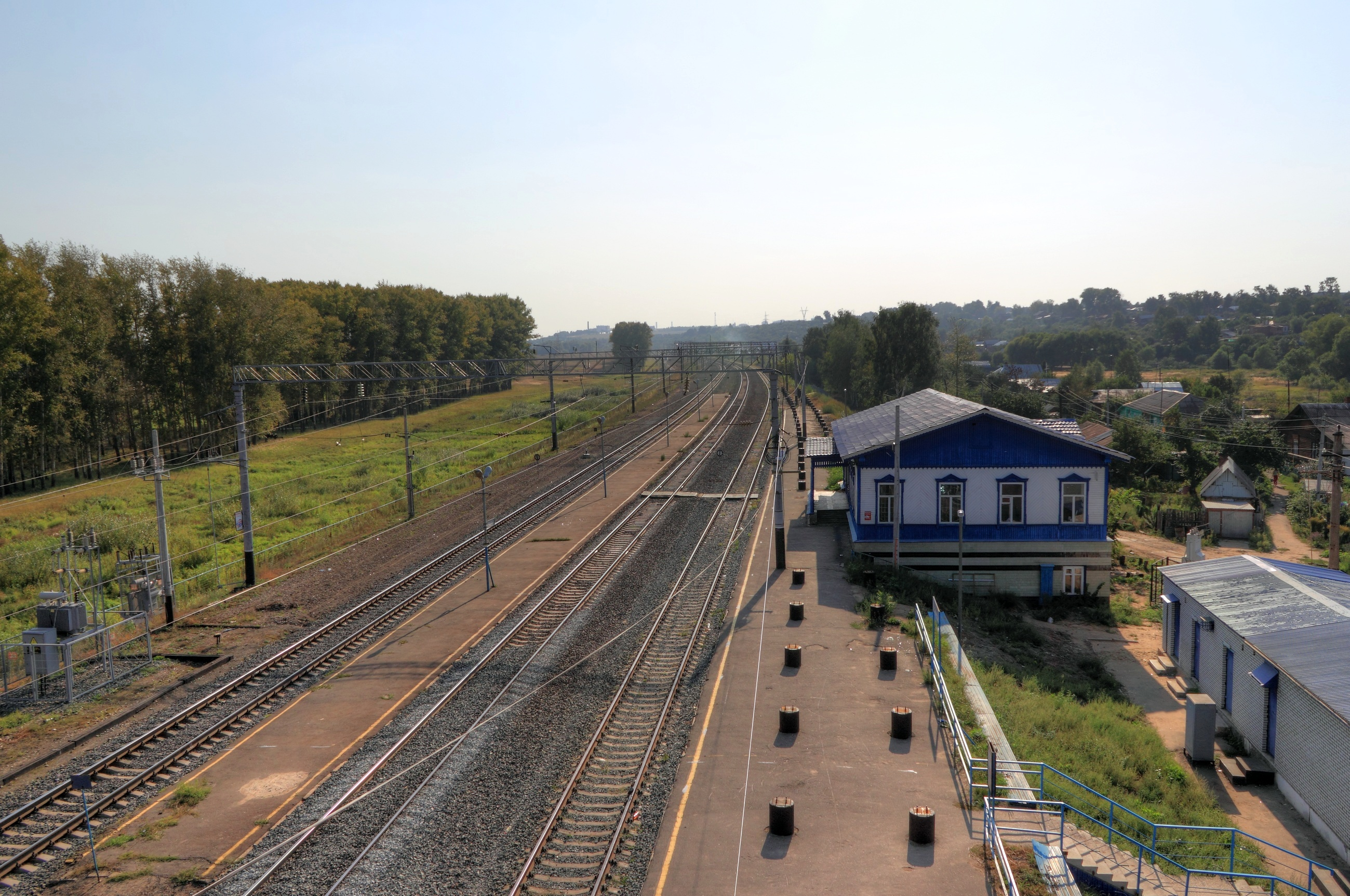
stacja przed przebudową (2011)